# ウォン・チューハン
ウォン・チューハン（黃綜翰、Wong Choong Hann、1977年2月17日 - ）は、マレーシアのクアラルンプール出身のバドミントン選手。左利き。

## 概要
1990年代末から、マレーシアのシングルスのエースとして活躍しはじめたが、大きな大会では2位に終わることが多く、思い通りの結果を残せなかった。
が、2002年の中国オープンで初優勝を果たし、2003年の世界選手権でも準優勝して一気に知名度をあげた。
その後はあまり活躍できず、引退するかと思われたが、新しいコーチの指導を受け、再び実力を取り戻した。
2006年のトマス杯でアキレス腱を断裂したが、現在は復帰している。
父親が華人であるため、マレー語、英語だけでなく、北京語、広東語にも精通する。

## プレースタイル
183cmの長身から繰り出すサウスポーのドロップ、スマッシュ、カットは多くの有名選手を苦しめる。また、ジャンプ力もあり、相手の甘い球を見逃さず、必ずジャンピングスマッシュで決めてくる。